# Iodamide
Iodamide là một phân tử được sử dụng làm môi trường cản quang.